# عقيل مهدي يوسف
عقيل مهدي يوسف (مواليد 1951) هو مخرج ومسرحي وناقد وفنان تشكيلي عراقي.

## حياته
ولد عقيل في مدينة الكوت عام 1951، حصل على شهاد البكالوريوس في الفنون المسرحية من كلية الفنون الجميلة - جامعة بغداد عام 1972، وحاصل على شهادة الماجستير والدكتوراه من جامعة فيتس - بلغاريا عام 1982 - 1983.

## مناصب
تقلد عدة مناصب منها:
- مدرب فنون في كلية الفنون الجميلة
- استاذ في قسم الفنون المسرحية
- رئيس قسم الفنون المسرحية
- عميد كلية الفنون الجميلة جامعة بغداد.[1]

## مؤلفاته
أصدر العديد من الكتب العلمية الأكاديمية في جملة من الاختصاصات الفنية منها:
- الجمالية بين الذوق والفكر.
- التربية المسرحية في المدارس.
- نظرات في فن التمثيل.
- الواقعية في المسرح العراقي، وزارة الثقافة والاعلام - آفاق عربية، بغداد - 1990.[5]
- مسرح ما بعد الحداثة.
- متعة المسرح.
- جماليات المسرح الجديد، دار الكندي للنشر والتوزيع، بغداد - 2000.[6]
- التعريف الجمالي.
- العملية النقدية.
- السؤال الإبداعي.. وأسس نظريات التمثيل.
- التقاط الجمال.
- الفضاء الجمالي للمسرح.
- اقنعة الحداثة: دراسة تحليلية في تاريخ الفن المعاصر.[7]
- الفكرة الجمالية في الفن، دار اليازوري للنشر، 2019.[8]

## روابط خارجية
- فعاليات مهرجان أربيل الدولي - قناة رووادو